# アルフォンソ・ビラル
アルフォンソ・ビラル・ラメラス（Alfonso Vilar Lamelas, 1927年9月15日 - 2011年1月24日）は、スペイン・ポンテベドラ県・サンシェンショ出身の彫刻家・画家。ガリシア人。

## 経歴
アルフォンソ・ビラルはポンテベドラ県議会から奨学金を得てキャリアを開始した。サンティアゴ・デ・コンポステーラに住んでいる間、彼はフランシスコ・アソレイに師事。彼はまた、マドリードの王立サン・フェルナンド美術アカデミーで絵画を研究した。
葬祭彫刻に加えて、肖像画や海洋をテーマとした彫刻を制作した。

## 作品
- Monumento ó pescador『漁師のモニュメント』 (1956年）ビーゴ、 ポンテベドラ県。
- Monumento ó Dr. José Touriño Gamallo『ホセ・トウリニョ・ガマジョ医師のモニュメント』 (1960年)　マリン、 ポンテベドラ県。
- Cormorán 『鵜』(1960年) サンシェンショ、 ポンテベドラ県。
- A muller do emigrante 『出稼ぎの婦』 (1961年) ポンテベドラ。
- Monumento ó Dr. Jacobo Otero Goday『ハコボ・オテロ・ゴダイ医師のモニュメント』(1962年) オ・グローベ、 ポンテベドラ県。
- O mariscador『オ・マリスカドル』 (1968年) カンバードス、 ポンテベドラ県。
- Aviador Piñeiro 『飛行家ピニェイロ』(1970年) サンシェンショ、 ポンテベドラ県。
- Familia mariscadora『マリスカドラな家族』 (1972年) オ・グローベ、 ポンテベドラ県。
- Monumento a Fleming『フレミングのモニュメント』 (1976年) ビラガルシーア・デ・アロウサ、 ポンテベドラ県。
- Recordo a José Franco Santos『ホセ・フランコ・サントスのモニュメント』 (1976年) オ・グローベ、 ポンテベドラ県。
- Monumento ao soldado『兵士のモニュメント』(1986年) ポンテベドラ。
- Monumento a Alexandre Bóveda『アレシャンドレ・ボベダのモニュメント』 (1986年) ポンテベドラ。
- Monumento a Castelao『カステラオのモニュメント』 (1987) レドンデーラ、 ポンテベドラ県。
- Monumento a Alejandro Cerecedo『アレハンドロ・セレセドのモニュメント』 (1993年) ビラガルシーア・デ・アロウサ、 ポンテベドラ県。
- Monumento a Ventura『ベントゥラのモニュメント』 (1994年) オ・グローベ、 ポンテベドラ県。
- Homenaxe ó Dr. D. José Martínez García『ホセ・マルティネス・ガルシア医師のモニュメント』 (1995年) ポイオ、 ポンテベドラ県。
- Madama『マダマ』 (1995年) サンシェンショ、 ポンテベドラ県。
- Monumento a Felipe "Pantera" Rodríguez『フェリペ・パンテラ・ロドリゲスのモニュメント』 (2001年) ビラガルシーア・デ・アロウサ、 ポンテベドラ県。
- Monumento a Diosiño『ヂオシニョのモニュメント』 (2009年) ポンテベドラ。

## ギャラリー

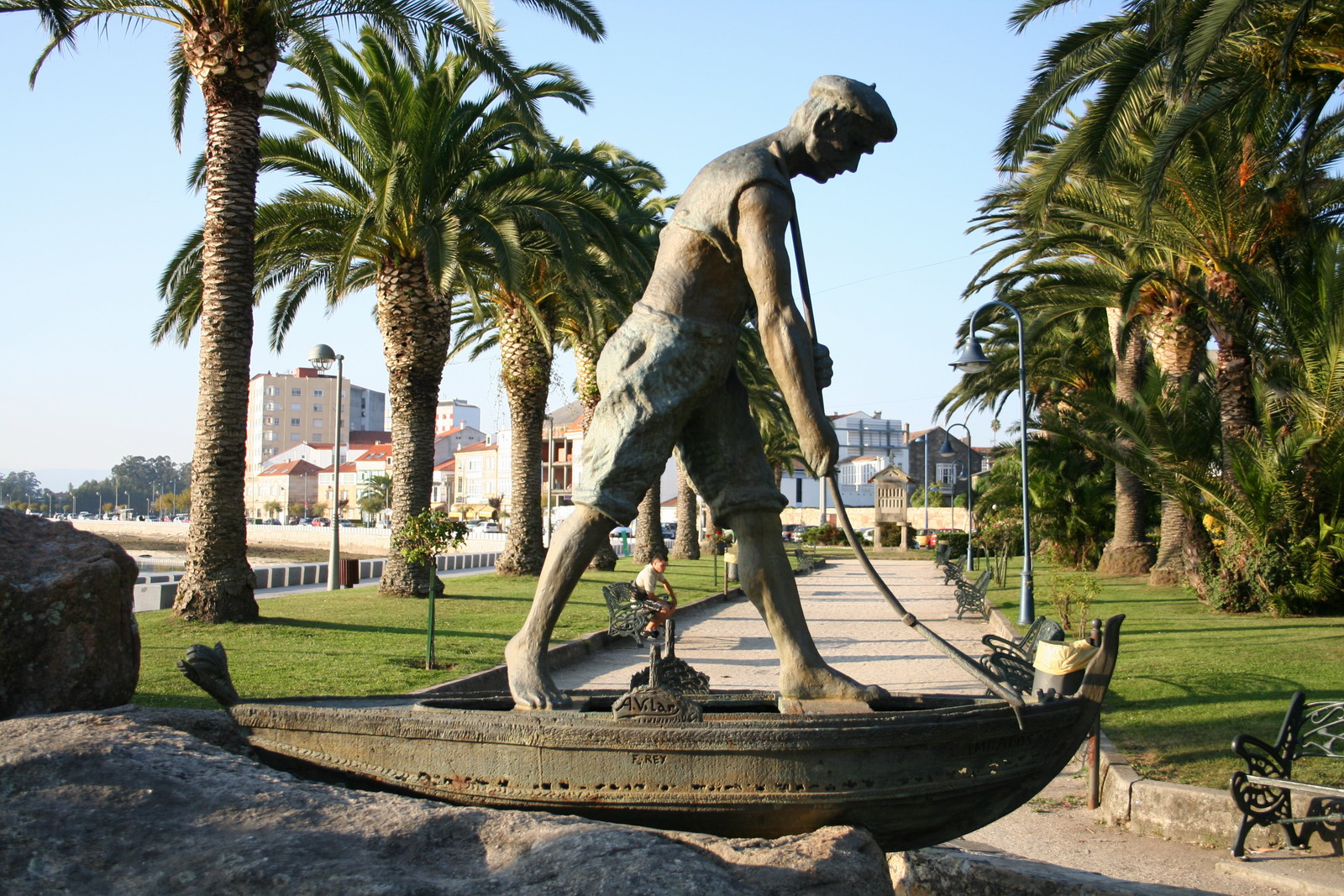
『O Mariscador』   1968年 ポンテベドラ県・カンバードス
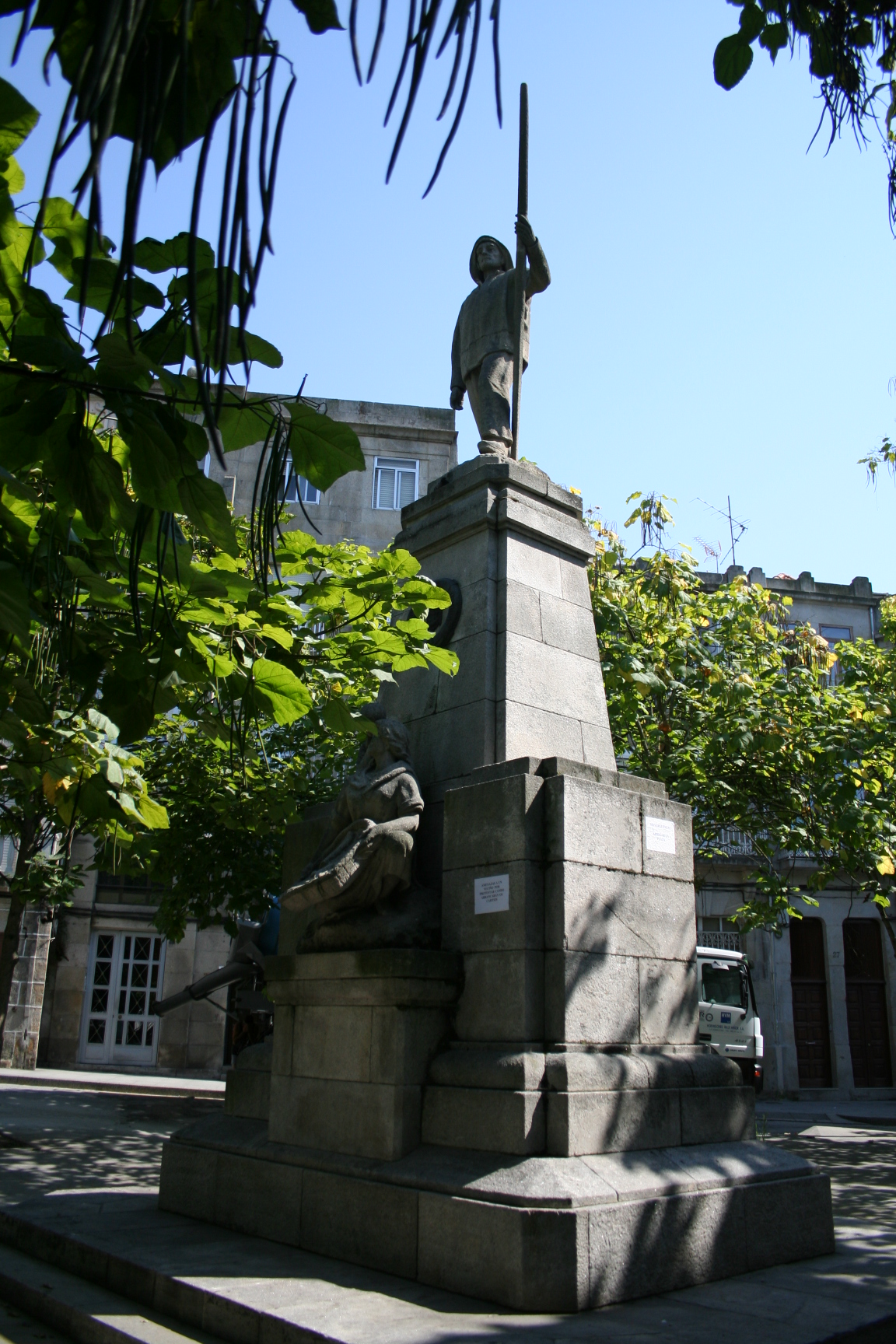
『O Pescador』   1956年 ポンテベドラ県・ビーゴ
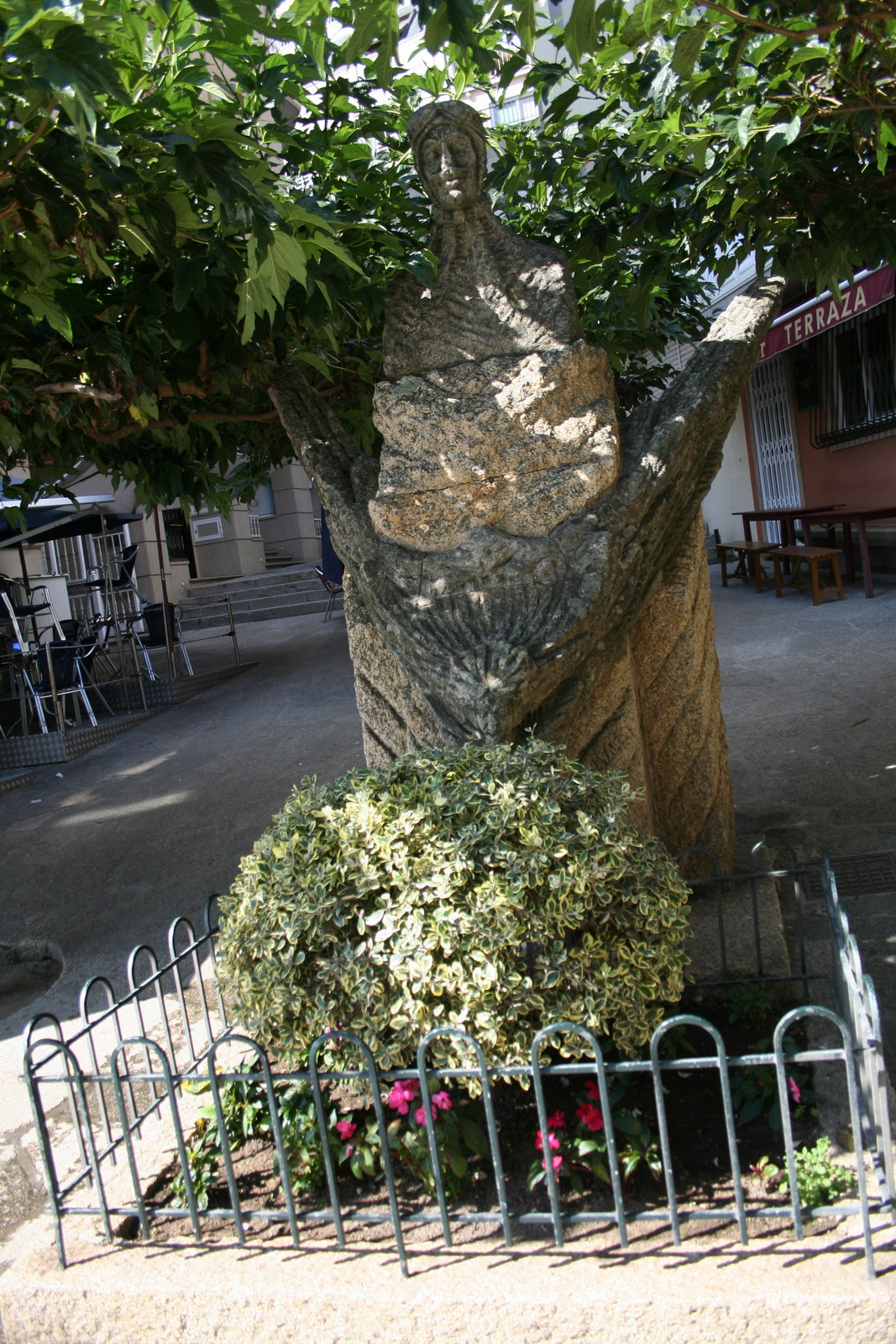
『O Aviador Piñeiro』1970年 ポンテベドラ県・サンシェンショ